# Индија на Светском првенству у атлетици у дворани 2012.
Индија је учествовала на Светском првенству у атлетици у дворани 2012. одржаном у Истанбулу од 9. до 11. марта. У петом учешћу на светским првенствима у дворани, репрезентацију Индије представљала је једна атлетичарка, која се такмичила у троскоку.
Индија није освојила ниједну медаљу али је њихова такмичарка остварила национални рекорд.

## Учесници
Жене:
- Мајука Џони — Троскок

## Резултати

### Жене
| Атлетичарка | Дисциплина | Лични рекорд | Квалификације | Квалификације | Финале                | Финале       | Детаљи |
| Атлетичарка | Дисциплина | Лични рекорд | Резултат      | Место         | Резултат              | Место        | Детаљи |
| ----------- | ---------- | ------------ | ------------- | ------------- | --------------------- | ------------ | ------ |
| Мајука Џони | Троскок    |              | 13,95 НР      | 5. у гр. Б    | Није се квалификовала | 20 / 28 (30) |        |